# Спенсер Дінвідді
Спенсер Дінвідді (англ. Spencer Dinwiddie, нар. 6 квітня 1993, Лос-Анджелес, США) — американський професіональний баскетболіст, гравець команди НБА «Даллас Маверікс».

## Ігрова кар'єра

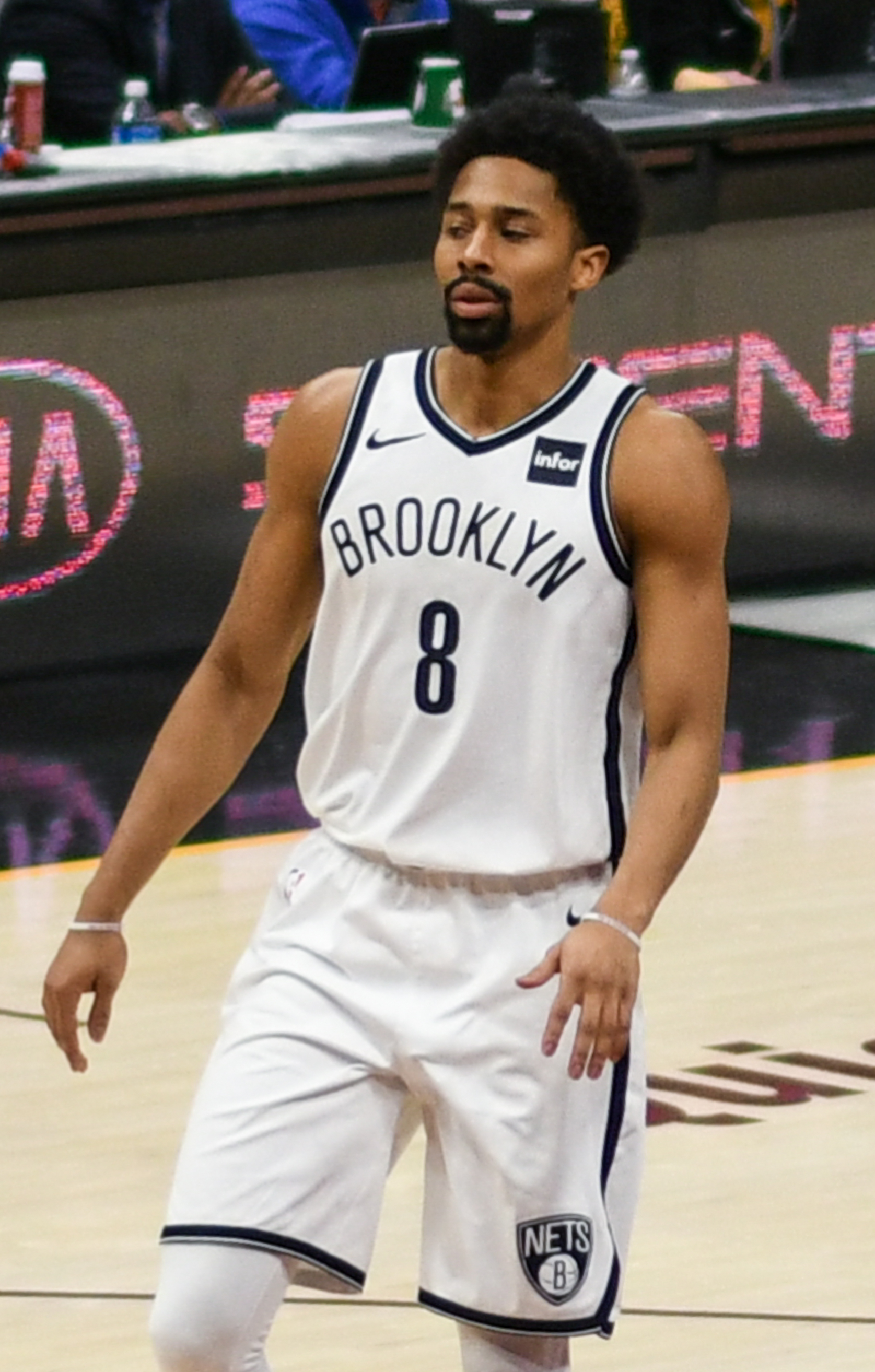
Дінвідді у складі «Брукліна», 2018

На університетському рівні грав за команду Колорадо (2011–2014). 
2014 року був обраний у другому раунді драфту НБА під загальним 38-м номером командою «Детройт Пістонс». Професійну кар'єру розпочав 2014 року виступами за тих же «Детройт Пістонс», захищав кольори команди з Детройта протягом наступних 2 сезонів. З 2014 по 2016 рік також викликався до складу команди Ліги розвитку НБА «Гренд-Репідс Драйв», яка є фарм-клубом Детройта.
17 червня 2016 року був обміняний до «Чикаго Буллз на Кемерона Бейрсто». Через місяць був відрахований зі складу першої команди, тому решту часу виступав у фарм-клубі «Чикаго», команді Ліги розвитку НБА «Вінді Сіті Буллз».
2016 року став гравцем «Бруклін Нетс». 25 жовтня 2017 року встановив особистий рекорд результативності, набравши 22 очки в матчі проти «Клівленд Кавальєрс». 17 листопада оновив цей показник, набравши 25 очок у грі з «Ютою». 12 грудня в матчі проти «Вашингтон Візардс» зробив рекордні для себе 12 асистів. 14 грудня в матчі проти «Нью-Йорка» набрав 26 очок. 8 січня 2018 року в матчі проти «Торонто» набрав 31 очко. 17 лютого 2018 року переміг у конкурсі вмінь під час зіркового вікенду.
12 грудня 2018 року встановив свій новий рекорд результативності, набравши 39 очок в матчі проти «Філадельфії». 9 березня обійшов Армена Гілліама, набравши найбільше очок в сезоні в історії клубу, виходячи з лавки запасних.
6 серпня 2021 року перейшов до складу «Вашингтона». 
10 лютого 2022 року разом з Давісом Бертансом був обміняний до «Даллас Маверікс» на Крістапса Порзінгіса та захищений драфт-пік другого раунду 2022 року.

## Статистика виступів

### Регулярний сезон
| Сезон   | Команда   | GP  | GS  | MPG  | FG%  | 3P%  | FT%   | RPG | APG | SPG | BPG | PPG  |
| ------- | --------- | --- | --- | ---- | ---- | ---- | ----- | --- | --- | --- | --- | ---- |
| 2014–15 | Детройт   | 34  | 1   | 13.4 | .302 | .185 | .912  | 1.4 | 3.1 | .6  | .2  | 4.3  |
| 2015–16 | Детройт   | 12  | 0   | 13.3 | .352 | .100 | .576  | 1.4 | 1.8 | .3  | .0  | 4.8  |
| 2016–17 | Бруклін   | 59  | 18  | 22.6 | .444 | .376 | .792  | 2.8 | 3.1 | .7  | .4  | 7.3  |
| 2017–18 | Бруклін   | 80  | 58  | 28.8 | .387 | .326 | .813  | 3.2 | 6.6 | .9  | .3  | 12.6 |
| 2018–19 | Бруклін   | 68  | 4   | 28.1 | .442 | .335 | .806  | 2.4 | 4.6 | .6  | .3  | 16.8 |
| 2019–20 | Бруклін   | 64  | 49  | 31.2 | .415 | .308 | .778  | 3.5 | 6.8 | .6  | .3  | 20.6 |
| 2020–21 | Бруклін   | 3   | 3   | 21.3 | .375 | .286 | 1.000 | 4.3 | 6.0 | .7  | .3  | 6.7  |
| 2021–22 | Вашингтон | 44  | 44  | 30.2 | .376 | .310 | .811  | 4.7 | 5.8 | .6  | .2  | 12.6 |
| 2021–22 | Даллас    | 23  | 7   | 28.3 | .498 | .404 | .725  | 3.1 | 3.9 | .7  | .3  | 15.8 |
| Кар'єра | Кар'єра   | 387 | 184 | 26.4 | .411 | .322 | .791  | 3.0 | 5.0 | .7  | .3  | 13.0 |

### Плейофф
| Сезон   | Команда | GP | GS | MPG  | FG%   | 3P%  | FT%  | RPG | APG | SPG | BPG | PPG  |
| ------- | ------- | -- | -- | ---- | ----- | ---- | ---- | --- | --- | --- | --- | ---- |
| 2016    | Детройт | 1  | 0  | 2.0  | 1.000 | .000 | .000 | .0  | 1.0 | .0  | .0  | 2.0  |
| 2019    | Бруклін | 5  | 0  | 26.2 | .435  | .375 | .714 | 2.6 | 1.6 | .4  | .0  | 14.6 |
| 2022    | Даллас  | 18 | 3  | 27.8 | .417  | .417 | .821 | 2.4 | 3.6 | .8  | .3  | 14.2 |
| Кар'єра | Кар'єра | 24 | 3  | 26.4 | .424  | .408 | .802 | 2.4 | 3.1 | .7  | .3  | 13.8 |